# Zinder V
Zinder V est un arrondissement communal de la ville de Zinder au Niger. 

## Géographie
L'arrondissement de Zinder V, situé en zone rurale s'étend au sud de la zone urbaine de la ville de Zinder.
|       | Zinder I |          |
| Droum | Zinder V | Kolléram |
|       | Dogo     | Gouna    |

## Histoire
La commune urbaine de Zinder IV est instaurée en 2002, érigée en arrondissement communal en 2010. 

## Population
Lors du recensement général de 2012, la population communale est relevée à 32 423 habitants. L'accroissement annuel de la population atteint 5,3 % pendant la période 2001-2012.

## Localités et villages
L'arrondissement s'étend sur 62 localités en zone rurale au sud de Zinder.
Les villages de plus de 1000 habitants en 2012 sont :
- Gangara Karimou
- Kagna Djeka Fada
- Rerewa
- Baban Tapki
- Tougounia (Baban Tapki)
- Toubori
- Delko
- Nawach Kalé
- Dan Kiffi